# Pedreña
Pedreña és una localitat del municipi de Marina de Cudeyo (Cantàbria, Espanya).
L'any 2010 tenia 1454 habitants. La localitat es troba a 38 metres d'altitud sobre el nivell del mar, i a 3 km de la capital municipal, Rubayo.
Els barris que componen la localitat són: Evaristo Lavín, Campo La Sierra, Consolación, Corino, Cuatro Caminos, Avenida Severiano Ballesteros, Onso, Ventura Hontañón Castanedo, La Junquera, El Cristo, El Monte, El Muelle, El Rostro, La Barquería, La Iglesia, La Portilla, La Rotiza, La Valle, Provincias, San Roque, Venecia, i Vía.
Destaca del lloc, el seu emblemàtic camp de golf, inaugurat en 1928, el seu port esportiu, amb magnífiques vistes de la badia de Santander i el seu centenari equip de rem.
Cal destacar igualment el «tesorillo de Ambojo», un conjunt de monedes medievals trobades als voltants del cementiri, declarat Bé d'Interès Cultural l'any 2002.

## Personatges cèlebres
- Severiano Ballesteros (1957-2011), golfista.
- Ramón Sota (1938-2012), golfista.
- David Doblas (1981), jugador de bàsquet.

## Patrimoni
- Església parroquial de San Pedro
- Casa de los Padres Jesuitas o del Conde Portillo